# Fratelli maristi delle scuole
I fratelli maristi delle scuole o piccoli fratelli di Maria (in latino Institutum Fratrum Maristarum a Scholis o Institutum Parvulorum Fratrum Mariae) sono un istituto religioso maschile di diritto pontificio: i membri di questa congregazione laicale pospongono al loro nome le sigle F.M.S. o P.F.M.

## Storia

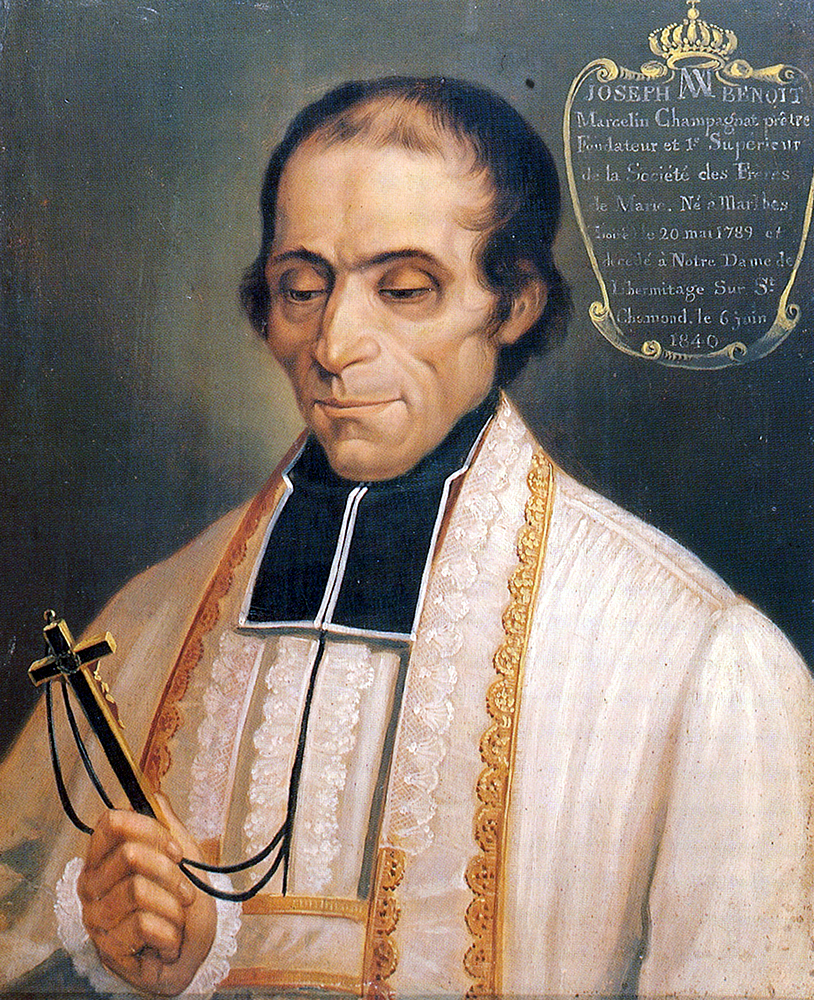
Marcellin Champagnat, fondatore della congregazione

La congregazione venne fondata da Marcellino Champagnat. Il 23 luglio 1816, appena ordinato sacerdote, nel santuario di Notre-Dame de Fourvière a Lione, insieme ad alcuni compagni di seminario, si era impegnato a dare inizio a una nuova famiglia religiosa che si facesse interprete della spiritualità mariana e contrastasse l'indifferenza religiosa che permeava la società: alcuni chierici del gruppo, guidati da Jean-Claude Colin, diedero poi vita alla Società di Maria.
Nominato viceparroco di La Valla-en-Gier, Champagnat si rese conto dello stato di abbandono e miseria in cui versava la popolazione infantile nelle aree rurali della Francia e iniziò a progettare l'istituzione di una nuova congregazione di religiosi laici dediti all'insegnamento che assumesse la direzione delle scuole popolari nelle zone più svantaggiate del Paese. Aperta una scuola presso la chiesa parrocchiale di La Valla, il 2 gennaio 1817 il fondatore accolse i primi due aspiranti maestri, dando inizio alla congregazione dei Fratelli Maristi delle Scuole.
Nel 1824 venne iniziata la costruzione dell'Hermitage di Saint-Chamond, che divenne sede generalizia dell'istituto; in seguito l'edificio venne ceduto ai religiosi del ramo clericale della famiglia marista e i fratelli maristi, nel 1858, si trasferirono a Saint-Genis-Laval, presso Lione. La prima filiale all'estero venne aperta in Inghilterra nel 1852 e nel 1858 i religiosi si stabilirono anche in Belgio; a partire dal 1867 vennero stabilite case anche nei Paesi extraeuropei.
I fratelli maristi ricevettero il primo riconoscimento papale nel 1836 e il pontificio decreto di lode il 9 dicembre 1859; l'istituto venne approvato definitivamente il 9 gennaio 1863 e le sue costituzioni il 27 maggio 1903.
Marcellin Champagnat morì nel 1840 lasciando circa 300 fratelli organizzati in quasi 70 comunità e le sue scuole erano frequentate da oltre 7.000 alunni; beatificato da papa Pio XII nel 1955, il 18 aprile 1999 è stato proclamato santo da papa Giovanni Paolo II.

## Attività e diffusione
I fratelli si dedicano all'istruzione e all'educazione cristiana della gioventù; operano in scuole primarie e secondarie, in collegi e convitti studenteschi e negli orfanotrofi; svolgono il loro apostolato anche in terra di missione.
L'abito dei religiosi è tradizionalmente costituito da una veste talare nera con facciole in tela bianca inamidata, con un cingolo di lana ai fianchi e un crocifisso in ottone incastonato d'ebano al collo; tuttavia, oggi l'uso di quest'abito è stato reso facoltativo.
Sono presenti in Europa (Belgio, Francia, Germania, Grecia, Irlanda, Italia, Paesi Bassi, Portogallo, Regno Unito, Romania, Spagna, Svizzera, Ungheria), nelle Americhe (Argentina, Bolivia, Brasile, Canada, Cile, Colombia, Costa Rica, Cuba, Ecuador, El Salvador, Guatemala, Haiti, Honduras, Messico, Nicaragua, Paraguay, Perù, Porto Rico, Stati Uniti d'America, Uruguay, Venezuela), in Africa (Algeria, Angola, Camerun, Repubblica Centrafricana, Ciad, Costa d'Avorio, Repubblica Democratica del Congo, Guinea Equatoriale, Ghana, Kenya, Liberia, Madagascar, Malawi, Mozambico, Nigeria, Ruanda, Sudafrica, Tanzania, Zambia, Zimbabwe), in Asia (Bangladesh, Cambogia, Corea del Sud, Filippine, Giappone, India, Libano, Malaysia, Pakistan, Singapore, Siria, Sri Lanka, Timor Est, Thailandia) e in Oceania (Australia, Figi, Kiribati, Nuova Caledonia, Nuova Zelanda, Papua Nuova Guinea, Samoa, Isole Salomone, Vanuatu).
La sede generalizia è a Roma.
Al 31 dicembre 2005 la congregazione contava 4.262 fratelli in 751 case.